# لافاييت فونك
لافاييت فونك (بالإنجليزية: LaFayette Funk)‏ (و. 1834 – 1919 م) هو سياسي من الولايات المتحدة الأمريكية .

## التعليم
تعلم في جامعة أوهايو وسلين.